# تشارلز ميلتون كونينغهام
تشارلز ميلتون كونينغهام (بالإنجليزية: Charles Milton Cunningham)‏ هو محامي وناشر وسياسي أمريكي، ولد في 2 أبريل 1877 في نيو أورلينز في الولايات المتحدة، وتوفي في 17 مايو 1936 في نتشتوشس في الولايات المتحدة. حزبياً، نشط في الحزب الديمقراطي. وقد انتخب عضو مجلس ولاية لويزيانا.